# 丁谓
丁謂（966年—1037年），字謂之，後更字公言，北宋时期蘇州長州（今江蘇蘇州）人。
淳化三年（992年）進士，授大理寺評事、通判饒州事。累官至樞密使、同中書門下平章事、封晉國公。拜相后極力排斥寇準。仁宗即位后為真宗山陵使，坐與內侍勾結，貶崖州司戶參軍，徒雷州。后以秘書省監致仕，居光州。景祐四年（1037年），卒。善言談，喜歡作詩，於图书、博奕、音律無一不精。为人机智多敏，善揣摩人意。真宗朝興建宮觀，大興祥異，與王欽若難辭其咎。其人其事不足稱，而以詩文有聲于後世。其四六文言辭婉約，尤工詩詞，嘗參預西崑派詩人唱酬，風格不全與西崑體相同。
一生著述甚富，著有《泰山封禪朝覲詳圖》150卷、《箋注釋教御集》30卷、《丁晉公集》4卷、《丁給事集》4卷、《丁謂四六》2卷、《大中祥符封禪記》50卷、《大中祥符祀汾陰記》50卷、《大中祥符祀記》50卷、《大中祥符迎奉聖象記》20卷、《大中祥符祀汾陰祥瑞贊》5卷、《降聖記》30卷、《景德會計錄》6卷、《談錄》1卷、《農田敕》5卷、《北苑茶錄》3卷、《天香傳》1卷、《丁谓集》8卷、《虎丘集》50卷、《刀笔集》2卷、《青衿集》3卷、《知命集》1卷，皆佚，今存《談錄》1卷、《天香傳》1卷。所著《天香傳》，則是中國最早系統性針對沉香尤其是海南沉香所寫的專著，書中記載沉香自古便為人所用，最早用於祭天禮地的場合，焚沉香祝禱。丁謂實地考察海南沉香，提出了四名十二狀的分類法，被後世多人借鑒。

## 生平
生於乾德四年（966年）八月，淳化三年（992年），進士及第，授大理寺評事、通判饒州事。五年（994年），直史館、以太子中允為福建路採訪。至道元年（995年），為福建路轉運使。咸平元年（998年）初，為太常寺博士、三司戶部判官。二年（999年）八月，至峽路體量公事，領峽路轉運使、遷工部司員外郎、分西川路、峽路為四路，改夔州路轉運使。五年（1002年）正月，以綏撫有方，加刑部司員外郎、賜白金三百兩。景德元年（1004年）二月，被召還朝，權三司鹽鐵副使，未機擢知制誥、判吏部流內銓。契丹入寇，出知鄆州。十月，兼鄆齊濮州安撫使，並提舉轉運及兵馬。虜騎稍南，民大驚，趣揚州渡，舟人邀利，時不濟。謂斬死囚徒于河上，舟人懼，民得悉渡。又令廣樹旗幟，擊刁斗，聲振百餘里，契丹騎遂引走。二年（1005年）五月，為右諫議大夫、權三司使事。上言“往者川峽諸州屯兵，調發資糧頗擾，而積鹽甚多，募南人輸粟平其價，償之以鹽，今儲粟漸充，請以鹽易絲帛”從之。九月，上《三司新編敕》十五卷。十月，受詔取戶租條目及臣民所陳農田利害，編成書。與戶部副使崔端、鹽鐵判官張若谷、度支判官崔曙樂黃目、戶部判官王曾，參議刪定，成《景德農田敕》五卷。三年（1006年）三月，請本官少卿、少監、刺史、閣門使以上任知州事兼管內勸農使，通判州事并兼勸農事，諸路轉運使、轉運副使並兼本路勸農使。四年（1007年）正月，為隨駕三司使。八月，上《景德會稽錄》六卷，詔獎之，加樞密院直學士。
大中祥符元年（1008年）四月，議封禪，詔計度泰山路糧草。五月，為天書扶侍使。九月，請置隨駕使錢頭子司。二年（1009年）二月，為三司使。四月，為修玉清昭應宮使，遷給事中。三年（1010年）十二月，為行在三司使，參與祥定奉事天書儀制。五年（1012年）九月，為戶部侍郎、拜參知政事。六年（1013年）三月，建安軍鑄玉皇、聖祖、太祖、太宗尊像成，為迎奉使。八月，為奉祀經度制置使、判亳州事。七年（1014年）二月，還朝，判禮儀院。五月，為天書刻玉副使。八月，為修景靈宮使。十一月，加工部尚書。十二月，為奏告禮儀使。九年（1016年）正月，為會靈觀使，加刑部尚書。五月，加兵部尚書、為上寶冊南郊恭謝扶持使、修奉寶冊及參詳儀制使。九月，罷兵部尚書、參知政事，授平江軍節度使、知昇州。天禧元年（1017年），改授保信軍節度使。三年（1019年）六月，入朝為吏部尚書、參知政事。七月，為天書依仗副使。十二月，為樞密使。四年（1020年）七月，拜同中書門下平章事、昭文館大學士、監修國史。貶寇準為太常寺卿，知相州事，朝臣與寇準相善者，必斥之。八月，以永興軍巡檢朱能叛，議貶寇準，真宗欲置寇準于江淮間，謂矯詔以寇準為道州司馬，列臣皆不敢言。十一月，加門下侍郎、進少師。罷相，知河南府。未行復，進尚書省左僕射、門下侍郎、同中書門下平章事兼太子少師。五年（1021年）二月，進司空。十一月，為譯經使兼潤文。
乾興元年（1022年）二月，封晉國公，真宗崩，仁宗即位，為山陵使，加司徒。同月，貶寇準為雷州司戶參軍事。三月，其黨羽西京作坊使、普州刺史、入內押班雷允恭擅移山陵。六月，雷伏誅。禮部尚書、參知政事王曾欲以山陵事去謂，以無子，將以兄子為嗣上奏，謂不疑有他。王曾得以獨自面見太后，言謂包藏禍心，太后大驚。遂以勾結宦官罪而罷相，以太子少保分司西京，黨羽參知政事任中正罷為太子賓客。七月，子丁珙追官奪職；丁珝、丁玘、丁珷勒停隨父；弟丁誦、丁說、丁諫皆降黜；其黨羽玉清昭應宮副使、翰林侍讀學士、刑部尚書林特，禮部司郎中、知制誥、史館修撰祖士衡，比部司員外郎章頻，淮南江浙荊湖制置發運使、禮部司郎中蘇維甫，權戶部判官、工部司郎中黃宗旦，權鹽鐵判官、工部司郎中孫元方、周嘉正，戶部判官、度支司員外郎上官佖，金部司員外郎、權磨勘司李直方皆奪職遭貶。其婿工部司員外郎，直集賢院、權判鹽鐵勾院潘汝士與黨羽殿中丞、集賢校理、知開封縣錢致堯落職遭貶。謂貶崖州司戶參軍事。天聖三年（1025年）十二月，貶將仕郎、雷州司戶參軍事。五年（1027年）十二月，南郊肆赦，中外以為謂將復還，殿中侍御史陳琰上奏“亂常肆逆，將而必誅，左道懷姦，有殺無赦。丁謂因緣憸佞，竊據公台，賄賂苞苴，盈于私室，威權請謁，行彼公朝。引巫師妖術，厭魅宮闈；易神寢龍崗，冀消王氣。今禋柴展禮，渙汗推恩，必慮謂潛輸琛貨，私結要權，假息要荒，冀移善地。李德裕止因朋黨，不獲生還；盧多遜曲事王藩，卒無牽復。請更不原赦。”，上從之。八年（1030年）十二月，刑部司員外郎兼侍御史知雜事劉隨言：“彼擅移於陵域，將不利於君親。只合取彼頭顱，置諸郊廟。”殿中侍御史張錫言：“謂姦邪弄國，罪當死，無可憐。且大臣竄逐，本與天下棄之，今復還，是違天下意。”，徒道州司戶參軍事。明道二年（1033年）三月，以秘書省監致仕，居安州，徒光州。景祐四年（1037年）四月，卒，年七十二，賜錢十萬、絹百匹。

## 軼事
真宗嘗曲宴群臣于太清樓，問近臣“唐酒價幾何？”，無能對者，唯丁謂奏曰“每升三十錢”，真宗問“安之？”，丁曰：臣嘗讀杜甫詩曰：速須相就飲一斗（「速宜相就飲一斗」），恰有三百青銅錢，是知一升三十錢。又侍宴賞花釣魚，丁詩云：鶯驚鳳輦穿花去，魚畏龍顏上鉤遲。真宗賞詠再三，群臣皆以為不及。
大中祥符年間，皇宮內失火，丁謂奉命修繕被燒毀的宮殿，但是苦於取土的地方很遠。丁謂竟然命令工人挖大街上的土，沒幾天大街就成了深深的水溝，丁謂又命令工人把汴水引入溝中，再用很多竹筏、木筏與船運送建材，順著水溝，運到宮中。修完宮殿後，把廢棄的瓦礫泥土填到溝裏，又填成街道。一舉三得，省下了億萬文錢。
丁謂告知楊億，自己通判饒州時，曾經遇到仙人呂洞賓，呂洞賓說丁謂的面相很像李德裕，以後的命運都跟李德裕很像。楊億記此事時，丁謂已經拜相，不過楊億沒料到，丁謂也被貶到李德裕被貶之地，崖州。
丁謂机敏有智谋，然有才无德。寇準喝湯時弄污鬍鬚，丁謂立刻幫寇擦鬍子，寇準調侃他说：“参政是國家的大臣，竟然會幫長官擦鬍子啊！”丁謂懷恨，拜相後排挤寇準。後來丁谓被貶崖州，路过雷州时，寇準派人送一蒸羊在路迎他，又設法阻止自己的僕人找丁尋仇。
初，丁謂命知制誥宋綬草擬貶寇準制詞，綬請其故，謂曰“春秋無將，漢法不道，皆證事也。”綬雖從謂指，然卒改易謂本語，不純用。謂當貶，綬猶當制，制詞曰“無將之戒，舊典甚明；不道之辜，常刑罔赦。”朝論快焉。
有僧妙海者，昔出入丁謂門下，丁謂移住光州時，妙海往見之，丁謂與之相別曰：「吾不死，五年當復舊位。」后五年，元昊反，邊事起，朝廷更用大臣，丁謂沐浴衣冠，臥佛堂中而薨。
尚書省左僕射、資政殿大學士，判鄆州事王曾聞丁謂卒，語人曰：「斯人智數不可測，在海外猶用詐得還。若不死，數年未必不復用。斯人復用，則天下之不幸，可勝道哉！吾非幸其死也。」

## 家族
- 祖：丁守節，吳越國中吳軍節度推官[12]
- 妻：竇氏，參知政事竇偁女[13]
- 弟：丁誦[14]
- 弟：丁說[14]
- 弟：丁諫[14]
- 妹：丁氏，長安縣君，適陳質，子陳之奇[15]
- 子：丁珙[16]
- 子：丁珝[17]
- 子：丁玘
- 子：丁珷
- 女：丁氏，適潘汝士[9]
- 孙：丁德隅

## 延伸阅读
[在维基数据编辑]
 《宋史·卷283》，出自脱脱《宋史》
 在维基共享资源阅览影像、分类